# Hans Erwin von Spreti-Weilbach

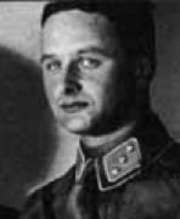
Hans Erwin von Spreti

Hans Erwin von Spreti-Weilbach (Karlsruhe, 24 settembre 1908 – prigione di Stadelheim, 30 giugno 1934) è stato un politico tedesco,  dirigente delle Sturmabteilung.

## Biografia
Von Spreti è noto anche per la sua relazione di natura omosessuale intrattenuta con Ernst Röhm, di cui era aiutante di campo nelle SA. Fu ucciso dalle SS nella notte dei lunghi coltelli.